# Александър Хорошилов
Александър Викторович Хорошилов (на руски език: Александр Викторович Хорошилов) е руски скиор, състезател по алпийски ски.

## Биография
Роден на 16 февруари 1984 г. в Елизово, Камчатски край, Русия. Участник е в 2 зимни олимпиади – Торино 2006 и Ванкувър 2010, три световни първенства – Бормио 2005, Оре 2007 и Вал д'Изер 2009, зимната Универсиада в Инсбрук през 2005 г., както и на четири младежки световни първенства. Състезава се за Световната и Европейската купа, многократен национален шампион на Русия.
Първият международен старт от календара на ФИС, в който участва Александър Хорошилов е на 22 януари 2000 г. в Лес Кароз, Франция в дисциплината слалом. Дебютът му за Световната купа по алпийски ски е на 17 декември 2004 г. на супер гигантския слалом в Гардена/Гроеден, Италия, където завършва на 53-то място. Първите си точки в Световната купа печели в комбинацията в Кицбюел, Австрия, където завършва на 8-а позиция и печели 32 точки. Най-доброто му класиране на Световно първенство е в супер комбинацията във Вал д'Изер 2009, където заема 10-о място. В същата дисциплина е и най-доброто му представяне на Олимпийски игри – 21-ви на Зимните олимпийски игри във Ванкувър през 2010. Има един подиум за Европейската купа, а през сезона 2008/2009 завършва на седмо място с 369 точки в крайното класиране в дисциплината слалом за тази купа. Най-добрите си ФИС точки през сезона – 12.00, получава в слалома, който печели в Давос, Швейцария на 16 декември 2008 г.
Единствената си победа в състезание от Световната купа записва на 27 януари 2015 г. на слалома в Шладминг. В кариерата си има още 9 подиума, последният от които е през сезон 2019/20, когато заема трето място на слалома във Венген, Швейцария.

## Постижения
| Олимпийски игри             | Торино 2006 | Ванкувър 2010 |
| Спускане                    | 38          | 45            |
| Супер Г                     | 41          | 28            |
| Супер комбинация/Комбинация | 22          | 21            |
| Гигантски слалом            | –           | 38            |
| Слалом                      | не завършва | 23            |

| Световно първенство         | Бормио 2005 | Оре 2007        | Вал д'Изер 2009 | Гармиш-Партенкирхен 2011 |
| Спускане                    | не завършва | 43              | –               | -                        |
| Супер Г                     | -           | 43              | 30              | не завършва              |
| Супер комбинация/Комбинация | не завършва | не завършва     | 10              | -                        |
| Гигантски слалом            | –           | 31              | не завършва     | 53                       |
| Слалом                      | -           | дисквалифициран | 12              | не завършва              |